# Una lettera da casa
Una lettera da casa (Uncle Scrooge A Letter from Home, or The Old Castle's Other Secrets) è una storia a fumetti scritta e disegnata da Don Rosa ed edita per la prima volta nel 2004. Per i temi trattati è collegata alla Saga di Paperon de' Paperoni, realizzata da Rosa fra il 1992 e il 1994.

## Storia editoriale
La collana Zio Paperone l'ha pubblicata in Italia sul n. 181 nell'ottobre 2004.

## Trama
Paperone, Paperino, Qui Quo e Qua sono sulle tracce del tesoro dei cavalieri Templari, che credono si trovi nei pressi del vecchio castello dei De' Paperoni in Scozia. Qui ritrovano Matilda, sorella di Paperone e della madre di Paperino, la quale non vede il fratello da venticinque anni e porta ancora rancore per come lui ha abbandonato la famiglia alla ricerca di fortuna in giro per il mondo, trascinato a suo dire da pura avidità. Matilda abbandona il castello per non avere più a che fare col fratello, ma viene rapita da Monsieur Molay, accompagnato dal più mite Monsieur Maurice Materasso, membri del Consiglio Monetario Internazionale, cioè i moderni Templari: stanno pedinando Paperone per sottrargli il tesoro. Dopo aver risolto molti enigmi disseminati nel castello, Paperone e i nipoti sono ormai vicini al tesoro, ma nel frattempo Molay si rivela essere un membro del Priorato di Sion, una società segreta all'interno dei Templari i cui membri non sono mossi da ideali di filantropia come i Templari stessi, ma da avidità e desiderio di potere. Materasso si ribella, ma non può evitare che Molay irrompa nella stanza dove i paperi stanno per accedere al tesoro. Mentre Paperone pone il proprio corpo fra la pistola di Molay e Matilda per proteggere la sorella, l'intervento tempestivo di Paperino fa volgere al meglio la situazione: Molay viene neutralizzato e i paperi raggiungono il tesoro, aiutati da Materasso.
Alla resa dei conti Matilda accusa Paperone di essersi fatto travolgere dall'avidità e aver dimenticato la sua famiglia; Paperone risponde di non aver mai ricevuto una lettera da casa mentre era solo in giro per il mondo ma poi ammette che la vergogna per l'essere diventato un affarista senza scrupoli era troppo forte, il denaro era diventato per lui solo profitto, non più simbolo di ideali e di una vita avventurosa. Solo Paperino e Qui, Quo e Qua erano riusciti a fargli capire di essere più ricchi di lui perché erano una famiglia: in loro aveva rivisto la sete di avventura e di conoscenza che una volta aveva anche lui. Paperone ritiene che se Paperino sapesse che per lui il deposito è pieno di ricordi più che di denaro, avrebbe per lui ancora meno rispetto di quanto già non abbia. Matilda gli spiega che ciò è stato ingiusto, perché l'ha tenuta lontana da suo fratello per tanti anni. Gli racconta di come il padre avesse sempre approvato il desiderio di avventura di Paperone, convinto delle sue doti, e di come l'avesse lasciato scritto in una lettera che mai aveva potuto spedire al figlio, sempre in giro per il mondo. Nell'ultima quadrupla, mentre Piumina O'Drake e Fergus de' Paperoni osservano idealmente dall'alto i figli finalmente riconciliati che stanno leggendo insieme la lettera del padre, Paperone dice a Matilda:
(Paperon de' Paperoni, Una lettera da casa)

## Curiosità
- All'inizio della storia il "movimentato" incontro tra Paperino e Matilda ci fa capire come i due siano rimasti sempre in contatto nei lunghi anni precedenti: la sorella di Paperone rimprovera il nipote di non averla avvertita per tempo che suo fratello sarebbe ritornato al loro vecchio castello.
- Una volta arrivato al castello, per prima cosa Paperone va a trovare i genitori nel cimitero adiacente: scena che richiama quella già presente nel nono capitolo della saga di Paperon de' Paperoni, Il miliardario di Colle Fosco, in cui un giovane Paperone va a rendere omaggio alla madre, essendo il padre ancora in vita.
- La presenza di Paperino è decisiva nello stemperare la carica emotiva della storia: in una delle scene cade ripetutamente negli orinatoi del castello, scambiandoli per trabocchetti dei diabolici Templari.
- Nel confronto finale tra Matilda e Paperone, quest'ultimo per orgoglio non vuole ammettere di aver protetto la sorella con il proprio corpo per difenderla dalla pistola di Molay e afferma di essere semplicemente "inciampato": consapevole della bugia, Matilda assesta a Paperone un sonoro calcio nel sedere.
- D.U.C.K.: le ombre sulla fila verticale di finestre sulla facciata sinistra del castello, nella quadrupla di apertura dopo il prologo.
- fatti barksiani tratti dalle storie: Paperino e il segreto del vecchio castello (1948).